# NFYB
NFYB (англ. Nuclear transcription factor Y subunit beta) – білок, який кодується однойменним геном, розташованим у людей на короткому плечі 12-ї хромосоми. Довжина поліпептидного ланцюга білка становить 207 амінокислот, а молекулярна маса — 22 831.
| 10         |  | 20         |  | 30         |  | 40         |  | 50         |
| ---------- |  | ---------- |  | ---------- |  | ---------- |  | ---------- |
| MTMDGDSSTT |  | DASQLGISAD |  | YIGGSHYVIQ |  | PHDDTEDSMN |  | DHEDTNGSKE |
| SFREQDIYLP |  | IANVARIMKN |  | AIPQTGKIAK |  | DAKECVQECV |  | SEFISFITSE |
| ASERCHQEKR |  | KTINGEDILF |  | AMSTLGFDSY |  | VEPLKLYLQK |  | FREAMKGEKG |
| IGGAVTATDG |  | LSEELTEEAF |  | TNQLPAGLIT |  | TDGQQQNVMV |  | YTTSYQQISG |
| VQQIQFS    |  |            |  |            |  |            |  |            |

A: Аланін

C: Цистеїн

D: Аспарагінова кислота

E: Глутамінова кислота

F: Фенілаланін

G: Гліцин

H: Гістидин

I: Ізолейцин

K: Лізин

L: Лейцин

M: Метіонін

N: Аспарагін

P: Пролін

Q: Глутамін

R: Аргінін

S: Серин

T: Треонін

V: Валін

Кодований геном білок за функцією належить до активаторів. 
Задіяний у таких біологічних процесах, як транскрипція, регуляція транскрипції. 
Білок має сайт для зв'язування з ДНК. 
Локалізований у ядрі.